# Lijst van burgemeesters van De Werken en Sleeuwijk
Dit is een lijst van burgemeesters van de voormalige Nederlandse gemeente De Werken en Sleeuwijk tot die gemeente in 1950 opging in de gemeente Werkendam.
| Ambtsperiode | Naam burgemeester                          | Partij of stroming | Bijzonderheden                                                                    |
| ------------ | ------------------------------------------ | ------------------ | --------------------------------------------------------------------------------- |
| 1813 - 1857  | Hermanus Eliza Verschoor                   | liberaal           | maire/schout/burgemeester                                                         |
| 1857 - 1897  | A. Verschoor                               |                    |                                                                                   |
| 1897 - 1903  | Geertruidis Pieter Christiaan baron Mulert |                    |                                                                                   |
| 1903 - 1913  | A. van 't Sant                             | ARP                |                                                                                   |
| 1913 - 1923  | Arie (A.) Sigmond                          |                    | tevens burgemeester van Werkendam (1915-1923)                                     |
| 1923 - 1939  | Willem (W.) Beukenkamp                     |                    | tevens burgemeester van Werkendam, eerder burgemeester van Den Ham en Wonseradeel |
| 1940 - 1943  | J. de Bruijne                              | ARP                | tevens burgemeester van Werkendam                                                 |
| 1943 - 1945  | Nicolaas (N.J.M.) van Dulst                | NSB                | tevens burgemeester van Werkendam                                                 |
| 1945 - 1950  | J. de Bruijne                              | ARP                | tevens burgemeester van Werkendam (1946-1962)                                     |